# Olavi Rove
Olavi Rove (né le 29 juillet 1915 à Helsinki et mort le 22 mai 1966 dans la même ville) est un gymnaste finlandais.

## Palmarès

### Jeux olympiques
- Londres 1948
  -  Médaille d'or au concours par équipes.
  -  Médaille d'argent au saut.
- Helsinki 1952
  -  Médaille de bronze au concours par équipes[1].

### Championnats du monde
- Championnats du monde de gymnastique artistique 1950
  -  Médaille d'argent au concours par équipes
  -  Médaille d'argent aux anneaux
  -  Médaille d'argent au saut
  -  Médaille d'argent aux barres parallèles
  -  Médaille de bronze aux concours général individuel